# Anne Lindmo
Anne Sandvik Lindmo, född 3 april 1970 i Basel, Schweiz, är en norsk programledare som är mest känd som programledare för kultur-talkshowen Store studio och sedan 2012 den egna talkshown Lindmo, båda på NRK. Hon har flera gånger belönats med det norska TV-priset Gullruten.